# Prêmio Servais
O Prêmio Servais de Literatura (em francês: Prix Servais pour la littérature) é um prêmio de literatura de Luxemburgo, concedido desde 1992 pela Fundação Servais. Ele é julgado por um júri, e pode ser conferido a qualquer escritor de Luxemburgo, independentemente do formato ou linguagem.

## Lista de premiados
| Ano  | Premiado           | Trabalho                                   |
| ---- | ------------------ | ------------------------------------------ |
| 1992 | Roger Manderscheid | De Papagei um Käschtebam                   |
| 1993 | Pol Greisch        | Äddi Charel - Besuch - E Stéck Streisel    |
| 1994 | Jean Portante      | Mrs. Hallory ou Les mémoires d'une baleine |
| 1995 | Joseph Kohnen      | Special prize - for Kohnen's life work     |
| 1996 | Lex Jacoby         | Wasserzeichen                              |
| 1997 | Margret Steckel    | Der Letzte vom Bayrischen Platz            |
| 1998 | José Ensch         | Dans les cages du vent                     |
| 1999 | Jhemp Hoscheit     | Perl oder Pica                             |
| 2000 | Pol Schmoetten     | Der Tag des Igels                          |
| 2001 | Roland Harsch      | Laub und Nadel                             |
| 2002 | Guy Helminger      | Rost                                       |
| 2003 | Jean Sorrente      | Et donc tout un roman                      |
| 2004 | Claudine Muno      | Frigo                                      |
| 2005 | Jean-Paul Jacobs   | Jenes Gedicht & Mit nichts                 |
| 2006 | Guy Rewenig        | Passt die Maus ins Schneckenhaus?          |
| 2007 | Lambert Schlechter | Le murmure du monde                        |
| 2008 | Anise Koltz        | L'ailleurs des mots                        |
| 2009 | Pol Sax            | U5                                         |
| 2010 | Tania Naskandy     | Sibiresch Eisebunn                         |
| 2011 | Jean Krier         | Herzens Lust Spiele                        |
| 2012 | Gilles Ortlieb     | Tombeau des anges                          |
| 2013 | Pol Greisch        | De Monni aus Amerika                       |
| 2014 | Nico Helminger     | Abrasch                                    |
| 2015 | Roland Meyer       | Roughmix                                   |